# مجرة BDF-3299
الجرم الفلكي BDF-3299 هو مجرة بعيدة ذات انزياح أحمر قدره z = 7.109 . هذا الانزياح الأحمر يتوافق مع مسافة يقطعها الضوء ليصل إلى الأرض تبلغ 12.9 مليار سنة ضوئية . فهي أحد أبعد المجرات عنا

## أنظر أيضا
- قائمة بالمجرات البعيدة
- قائمة بالأجرام الفلكية البعيدة